# مخزن العرفان في تفسير القرآن
مخزن العرفان في تفسير القرآن هو تفسير مكون من 15 مجلدًا للعالمة الإسلامية الشيعية والمجتهدة في القرن التاسع عشر والعشرين نصرت الأمين.
اسمها الكامل هو بانيو مجتهدة السيدة نصرت بيجوم أمين التجار الأصفهاني، وتُعرف بنصرت الأمين، وُلدَت عام 1886 م في أصفهان ويقال إن عائلتها من نسل الإمام علي بن أبي طالب. في سن الخامسة عشرة تزوجت من ابن عمها الحاج سيد محمد أمين التجار، وهو رجل أعمال مشهور في أصفهان. وبعد سنوات قليلة من زواجها، وفي سن العشرين، بدأت دراسة العلوم الإسلامية، مثل الفقه والأصول والتفسير والحديث والحكمة، مع أستاذ خاص، آية الله مير محمد نجف آبادي، الذي كان يدرِّسها. وبعد أن قضت عشرين عامًا من حياتها في دراسة العلوم الإسلامية، أنتجت في سن الأربعين أول أعمالها، وهو كتاب "الأربعين الهاشمية". وصل هذا العمل إلى الحوزة العلمية في النجف بالعراق، ولقيَ استحسانًا كبيرًا من العلماء. وهكذا ذاع صيتها بين علماء الشيعة، وبلغَت درجة الاجتهاد، أعلى مراتب الفقه في الإسلام الشيعي. وبالفعل، وبعد عدة امتحانات تحريرية من كبار علماء النجف في العلوم الإسلامية مثل الفقه والحديث والقرآن، حصلت على الإذن بالاجتهاد واستنباط الأحكام الشرعية بنفسها من القرآن الكريم والأحاديث. وكانت آنذاك المجتهدة الوحيدة في عصرها. بصرف النظر عن أنشطتها الفكرية، أسست نصرة الأمين أيضًا مدرسة ثانوية للبنات (دابيرستان أمين) ومركزًا للتعليم الديني (مكتب فاطمة). وكان عدد كبير من العلماء يزورون نصرت الأمين لمناقشة الأمور العلمية والدينية. وقد كان وفود العلماء يأتي لزيارتها من أصفهان وطهران وقم والنجف ومختلف حوزات الشيعة، وكان من بينهم العلامة عبد الحسين أميني (صاحب كتاب الغدير)، وآية الله الحائري الشيرازي، وآية الله الصفوي القمي، والعلامة الطباطبائي (صاحب كتاب الميزان)، إلخ. تُوفيَت نصرة الأمين في أصفهان في 16 حزيران 1983.